# Fernando Correia de Lacerda
Fernando Correia de Lacerda (1628 — 1685), bispo do Porto, foi um clérigo, inquisidor e político, influente no processo que levou à destituição do rei D. Afonso VI de Portugal. É autor da obra Catastrophe de Portugal, na deposição d'el rei D. Affonso o Sexto, que assinou com o pseudónimo Leandro Dorea Caceres e Faria, um anagrama do seu nome.

## Obra publicada
- Catastrophe de Portugal na deposição d'el Rei D. Affonso o sexto, e subrogação do princepe D. Pedro o Unico justificada nas calamidades publicas / escrita para justificação dos portugueses por Leandro Dorea Caceres e Faria. - Em Lisboa : A custa de Miguel Manescal, 1669. Inocêncio, 2, p. 271: Leandro Dorea Caceres e Faria é o anagrama de Fernando Correia de Lacerda.